# Władysław bytomski

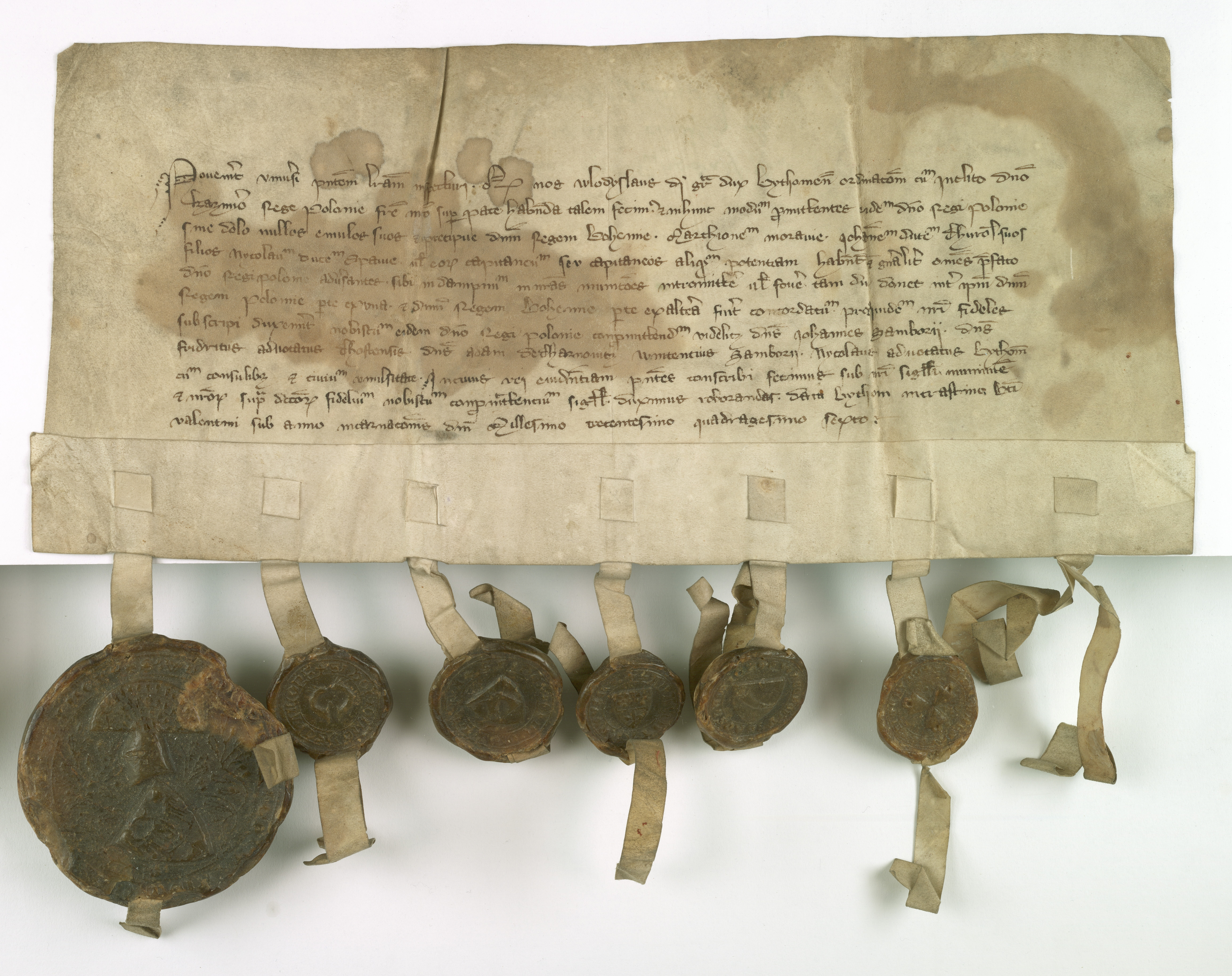
Władysław, książę bytomski, zobowiązuje się 15 lutego 1346 roku nie wspierać nikogo przeciw królowi polskiemu Kazimierzowi III Wielkiemu

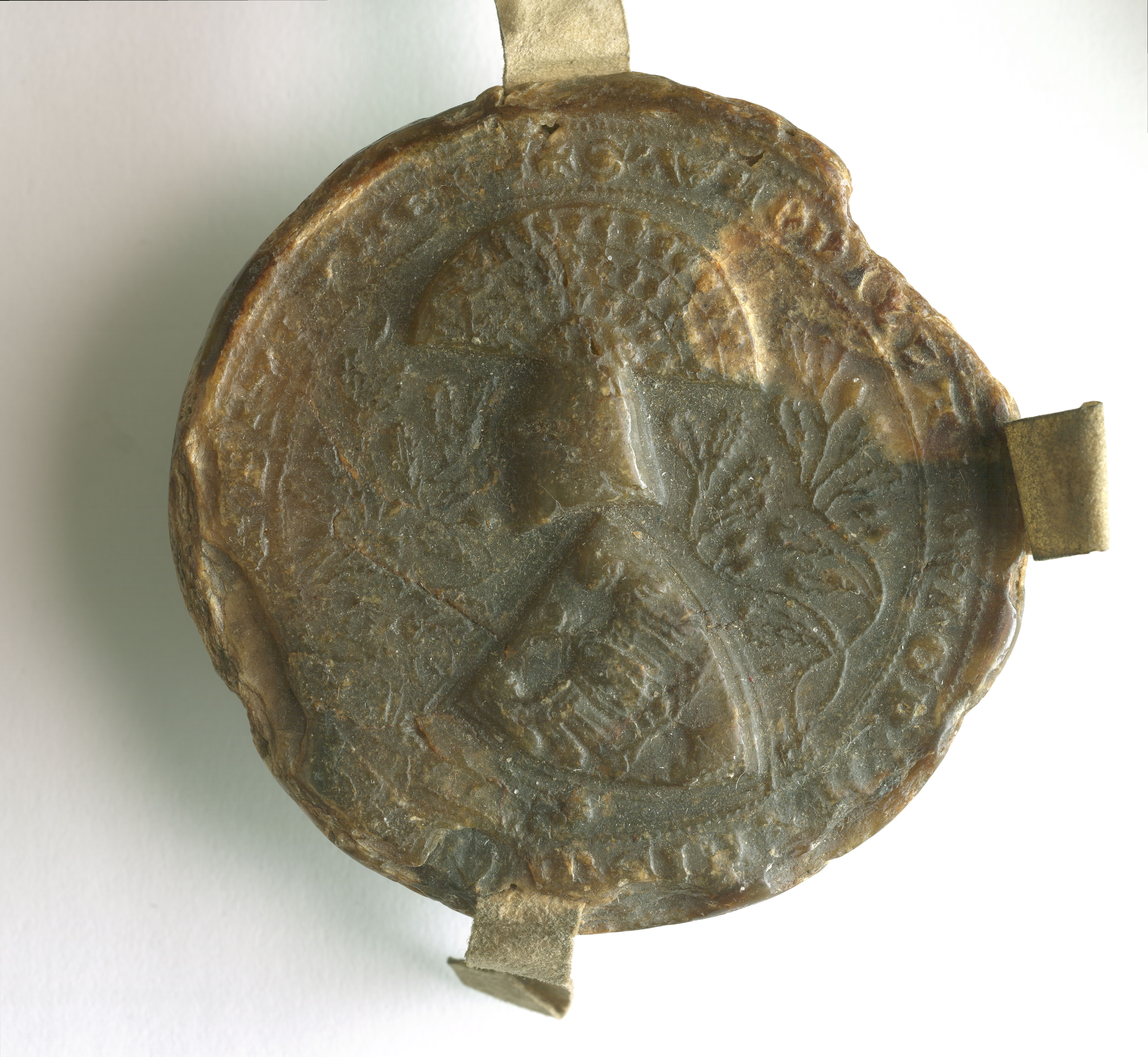
Pieczęć Władysława bytomskiego

Władysław bytomski (ur. między 1277 a 1283, zm. przed 8 września 1352) – książę kozielski 1303–1334, książę bytomski 1316–1352, 1328–1352, książę toszecki (opieka nad księstwem od 1321), książę siewierski 1328–1337 (opieka nad księstwem od około 1315), w latach 1340–1350 strata księstwa gliwickiego.

## Życiorys
Władysław był drugim pod względem starszeństwa synem Kazimierza bytomskiego i nieznanej z pochodzenia Heleny. Pierwsza wzmianka o nim pojawia się w 1289 roku przy okazji udzielania zgody na złożenie przez ojca hołdu lennego władcy czeskiemu Wacławowi II. W 1303, wobec osiągnięcia pełnoletniości, Władysław został samodzielnym księciem kozielskim. 
Z nieznanych powodów tylko przy księstwie kozielskim ostał się Władysław także po śmierci ojca w 1312, bowiem stolicę księstwa Bytom z przyległościami otrzymał młodszy brat Siemowit. Również do pozostałych dzierżaw Kazimierza pretendowali jego synowie i tak księstwo toszeckie otrzymał najstarszy z rodzeństwa Bolesław, zaś Siewierz z okręgiem najmłodszy Mieszko (kolejny z braci Jerzy został formalnym koregentem Władysława, choć faktycznie całość władzy sprawował książę kozielski).
Stan taki utrzymał się tylko przez cztery lata, w 1316 księciem bytomskim został bowiem Władysław. Co wówczas się wydarzyło, nie wiadomo, gdyż następna informacja o Siemowicie pochodzi dopiero z 1327. Szczęście zresztą nowemu księciu bytomskiemu sprzyjało, gdyż niebawem, wobec wybrania przez Bolesława i Mieszka kariery duchownej i ich wyjazdu na Węgry, Siewierz i Toszek zostały połączone z dzierżawami Władysława (nad ziemiami tymi od 1321 sprawował regencję podczas nieobecności braci; siedem lat później, wobec śmierci Bolesława i ostatecznej rezygnacji z księstwa Mieszka, oba grody zostały już formalnie połączone z dzielnicą Władysława). Zanim to nastąpiło, książę bytomski 19 lutego 1327, razem z młodszymi braćmi Jerzym i Siemowitem, złożył w Opawie hołd lenny czeskiemu królowi Janowi Luksemburskiemu.
Księstwo bytomskie zostało w 1328 na powrót zjednoczone w granicach ojcowskich. Stan ten nie miał utrzymać się jednak zbyt długo. Wina leżała tutaj w braku gospodarności Władysława i ciągłych kłopotach z finansami księstwa. W celu znalezienia środków na zrównoważenie budżetu w latach trzydziestych XIII wieku książę bytomski zaczął rozsprzedawać swoje dziedzictwo. Najpierw 21 lutego 1334 zastawił za cztery tysiące grzywien srebra księciu raciborskiemu Leszkowi księstwo kozielskie, z tym jednak zastrzeżeniem, że w przypadku jego bezpotomnej śmierci Koźle na powrót ma wrócić w granice księstwa bytomskiego. Nastąpiło to już dwa lata później, lecz nie poprawiło sytuacji Władysława, gdyż książę został zmuszony do wydzielenia tej dzielnicy najstarszemu synowi Kazimierzowi (po rychłej śmierci Kazimierza około 1342 kolejnym księciem kozielskim został jego młodszy brat, Bolesław). 
W 1337 doszło do kolejnych strat terytorialnych. Najpierw 8 maja Władysław sprzedał księciu cieszyńskiemu Kazimierzowi Siewierz, zaś pod koniec tego samego roku księciu opolskiemu Bolesławowi II za 100 grzywien oddał gród w Kamieniu niedaleko Toszka. Wreszcie około 1340 Władysław zdecydował się wydzielić bratu Siemowitowi księstwo gliwickie, jako udzielne władztwo (z księstwem bytomskim zostało ponownie połączone około dziesięć lat później). 
Niezwykle ostrożna polityka Władysława radykalnej zmianie uległa w toku wojny polsko czeskiej w latach 1345–1348, zwłaszcza wobec niespodziewanych zwycięstw polskich w bitwie pod Pogonią (obecnie dzielnica Sosnowca) i  Lelowem. 15 lutego 1346 Władysław oświadczył nawet, że odtąd będzie wiernym sojusznikiem Kazimierza Wielkiego i nie wpuści w toku wojny w granice swojego księstwa wojsk Jana Luksemburskiego. Niestety, Polska nie potrafiła wykorzystać tej możliwości rozszerzenia swoich wpływów na Górnym Śląsku i po 1348 Władysław na powrót znalazł się w orbicie wpływów luksemburskich.
Władysław z dwóch małżeństw (pierwszą jego żoną była Beatrycze, margrabianka brandenburska, wdowa po Bolku I księciu świdnickim, drugą Ludgarda z  Meklemburgii) dochował się córki Eufemii (żony Konrada I księcia oleśnickiego), syna Kazimierza (z Beatrycze) oraz Bolesława, Beatrycze (żony hrabiego von Hardeck [Hardek/Hardeg]), Elenczy (mniszka w klasztorze dominikanów), Agnieszki i Katarzyny (cysterki w Trzebnicy (z małżeństwa z Ludgardą). Władysław zmarł w 1352 (przed 8 września) i nie wiadomo, gdzie został pochowany. Księstwo bytomskie w całości odziedziczył jedyny pozostały przy życiu syn Bolesław. Za życia Władysława została zawarta za zgodą Luksemburgów umowa dopuszczająca do dziedziczenia również kobiety, co stało się w 1355 przyczyną podziału księstwa między Piastów oleśnickich i cieszyńskich. 